# Bunsom Martin
Bunsom Martin était un médecin et professeur d'université thaïlandais qui a été le pionnier de l'établissement de l'éducation physique en Thaïlande. Il a été ministre de l'Éducation (en), ministre de la santé publique et président de l'université de Chiang Mai.
Il a également été membre du Comité mondial du scoutisme et a reçu en 1990 le 209e Loup de bronze, la seule distinction de l'Organisation Mondiale du Mouvement Scout, décernée par l'Organisation mondiale du mouvement scout pour des services exceptionnels rendus au Scoutisme mondial .